# Finger Eleven
Finger Eleven er et canadisk rock band fra Ajax, Ontario, som blev dannet i 1989. Oprindeligt kaldte bandet sig Rainbow Butt Monkeys. De har udgivet fem albummer, men først med albummet The Greyest of Blue Skies blev bandet mainstream. Albummet Finger Eleven fra 2003 opnåede at sælge Guld i USA og Platinium i Canada. Fra dette album kommer deres mest kendte single "One Thing", som markerede bandets succes på den amerikanske Hot 100 Chart, hvor den opnåede en 16. plads. Fra albummet Them vs. You vs. Me fra 2007 kommer singlen "Paralyzer", der endte med at toppe talrige hitlister, herunder den canadiske Hot 100 og begge amerikanske rock hitlister, samt at nå # 6 på den amerikanske Hot 100 og # 12 på den australske Singles Chart. I 2008 vandt bandet en Juno Award i kategorien Rock Album of the Year i 2008 for netop dette album.

## Biografi

### Letters from ChutneyogTip(1995-1999)
Finger Eleven først blev dannet i deres high school, men så opnåede en hengiven canadisk efter hele deres tid som et band. Dannet i high school en af deres første viser var på en skole julekoncert i 1990. De blev oprindeligt kaldt Rainbow Butt Monkeys. De udgav deres første fulde album Letters from Chutney (1995) med penge vundet fra en rock band søgning konkurrence om 97,7 CHTZ (Hits) HTZ FM's "Southern Ontario's Best Rock".
Gruppen har fundet en ny ledelse i koalitionen Entertainment (Rob Lanni & Eric Lawrence med Sarah Parham) i 1996. Når de havde realiseret deres musik ændret sig, og ønskede at blive taget mere alvorligt, "Rainbow Butt Monkeys "blev" Finger Eleven ". Navnet Finger Eleven kommer fra en tidligere version af sangen "Thin Spirits" fra albummet Tip. Scott Anderson forklarer: "Når alt er skubber dig i en retning og dit instinkt drev dig i en anden, der er finger elleve, kunne jeg ikke få det ud af mit hoved."
Deres gennembrud album, Tip, blev udgivet på Mercury Records i Canada i 1997 og genudgivet af Windup Records i USA i 1998. Dette markerede en ændring i bandets lyd. Tipset er blevet produceret af Arnold Lanni (Our Lady Peace). Inden da, lykkedes det dem at turnere sammen bands som Creed og Fuel.

### The Greyest of Blue SkiesogFinger Eleven(2000-2006)
Efter frigivelsen af Tip forlod trommeslager Rob Gommerman bandet og blev erstattet af Rich Beddoe hvem James Sort havde mødt tilfældigt på en Alice in Chains koncerten flere år tidligere i Toronto.
I 2000 Finger Eleven udgav The Greyest of Blue Skies, igen produceret af Arnold Lanni. De havde succes i deres hjemland med dette album går guld (50.000 solgte enheder).
Deres 2003-udgivelse, selvstændige titlen album Finger Eleven er produceret af Johnny K. Dette album indeholder den sovende hitsinglen "One Thing", som skubbede bandet ind i mainstream. Sangen blev et hit på rock, pop, og voksne radio diagrammer, succes for det indre optjent bandet sin første amerikanske Gold Album (500.000 eksemplarer) og canadiske Platin (100.000 eksemplarer). "One Thing" blev # 16 i USA, og havde eksponering på tv-serier såsom Scrubs, Smallville og Third Watch. Den blev brugt på World Wrestling Entertainment's (WWE's) 25 juni, 2007 udgaven af Raw i løbet af en hyldest video med Chris Benoit, der havde dræbt sig selv den 25. juni. I 2007, en duet version med Amy Lee fra Evanescence blev også registreret.
Bandet turnerede i hele Europa, Australien og Nordamerika fra 2003 til 2005. De har vundet en MuchMusic Video Award.

### Them vs. You vs. MeogLife Turns Electric(2007-nu)
Finger Eleven's femte studiealbum med titlen Them vs. You vs. Me blev udgivet den 6. marts 2007, igen produceret af Johnny K. Den første single var "Paralyzer", som efterhånden blev bandets mest succesfulde single til dato, bliver deres første karriere Top Ti hit på den amerikanske Hot 100 i november 2007, samt at nå # 1 i Canada, og begge amerikanske rock hitlister. Albummet indeholder også singlerne "Falling On", "I'll Keep Your Memory Vague" og "Talking to the Walls".
Bandet spillede "Paralyzer" på The Tonight Show with Jay Leno den 14. marts 2007 og igen næsten præcis ti måneder senere den 9. januar 2008, i en hyldest til levetiden for det indre succes. De spillede på 2007 NHL prisuddelingen den 14. juni 2007.
Den 24. august, 2007, optrådte de en koncert på den pensionerede slagskib USS New Jersey i Camden, New Jersey for "Band på en Battleship" salgsfremmende koncert sponsoreret af Philadelphia radiostation WMMR.
Den 4. december 2007 DVD Us-vs-Then-vs-Now blev frigivet, med optagelser spænder hele deres karriere.
Them vs. You vs. Me blev certificeret Gold i USA i marts 2008. Bandet har turneret omfattende siden frigivelse af Them vs. You vs. Me, spiller for det meste nyt materiale. Derudover har de tilføjet en medley til slutningen af deres shows, der består af "Paralyzer", Franz Ferdinand's "Take Me Out", Led Zeppelin's "Trampled Under Foot" Pink Floyd's "Another Brick in the Wall".
De optrådte med "Paralyzer" på Miss USA 2008 festspil i Las Vegas, Nevada den 11. april 2008.
Them vs. You vs. Me vandt i 2008 Juno Award for Rock Album of the Year. Bandet optrådt live med Calgary Youth Orchestra på Juno Awards den 6. april 2008 i Calgary, Alberta. Forestillingen blev transmitteret på nationalt fjernsyn.
De har udført "Talking to the Walls", "One Thing" og "Paralyzer" for enden af Steve Wilkos Show Tour i New York.
Bandet havde planlagt en Europa-tour i sommeren, herunder Download Festival 2008 i England, Rock am Ring, og Rock Im Park i Tyskland. Imidlertid blev disse aflyst efter Scott forstuvet halsen.
I december 2008, turnerede bandet Europa støtter Kid Rock, herunder en dato på London Hammersmith Apollo.
I begyndelsen af 2010 trådte bandet i studiet for at begynde at arbejde på deres sjette studiealbum. Den 30. juli, bandet meddelte, at titlen på deres sjette album officielt ville være Life Turns Electric, der blev udgivet på Oktober 5, 2010. Den første single fra albummet, "Living in a Dream" blev udgivet på iTunes den 20. juli 2010.

## I populærkulturen
- "Paralyzer" er featured i rutsjebane "Hollywood Rip Ride Rockit" på Universal Studios Florida.

### Spil
- "Good Times", "Other Light" og "Conversations" var med i GameCube spillet 1080 ° Avalanche.
- "Good Times", var på soundtracket til SSX 3.
- "Stay in Shadow" var på soundtracket til Burnout 3: Takedown.
- "Paralyzer" er en spilbar sang i Rock Revolution, herunder DS-versionen.
- "Paralyzer" er også med i den kommende Guitar Hero: Modern Hits til Nintendo DS.
- "Paralyzer" er en spilbar sang på Band Hero.
- "Paralyzer" er en spilbar sang på Rock Band via Rock Band Network.

### Film og tv
- I 2002 indspillede bandet sangen "Slow Chemical" for WWE superstjerne Kane. "One Thing" er blevet brugt flere gange ved World Wrestling Entertainment på flere shows og dvd'er, og i en hyldest video til Chris Benoit.
- Flere af bandets sange har featured på soundtracks til Marvel film. "Slow Chemical" udkom på soundtrack til The Punisher, "Sad Exchange" var på 2003's Daredevil soundtrack og en Elektra blanding af "Thousand Mile Wish" blev omtalt i kreditter i 2005 filmen Elektra.
- "First Time", "Stay and Drown" og "Drag You Down" blev alle spillet i Dragon Ball Z film Lord Slug og Cooler's Revenge.
- "One Thing" blev præsenteret i Scrubs episode "My Fault", samt i episoder af Smallville og Third Watch. Den kortlivede tv-serie Life As We Know It fremhævede "One Thing" i slutningen af den sjette episode, "Natural Disasters".
- "Drag You Down" blev omtalt i en episode af tv-serien John Doe.
- "Paralyzer" blev præsenteret i det 16. afsnit af første sæson af Gossip Girl med titlen "All About My Brother".
- "Paralyzer" optræder også i pilot-episode af Greek spille i baggrunden på Kappa Tau travlt fest.
- "Suffocate" er med på Scream 3 soundtracket.
- "Stay in Shadow" er med på soundtracket 2003-remaket af The Texas Chainsaw Massacre. Nummeret er fejlagtigt navngivet "Stand in Shadow". Derudover er det anført som track nummer 16, men det er faktisk det 15. spor på albummet.
- "Complicated Questions" dukkede op i det 16. afsnit af anden sæson af CSI: Miami titlen "Invasion", spiller tydeligt i baggrunden af surfbræt butikken, da en mistænkt blev afhørt.

## Medlemmer
- Scott Anderson – sanger
- James Black – guitar
- Rick Jackett – guitar
- Sean Anderson – bas
- Rich Beddoe – trommer, percussion

## Diskografi
- 1995 Letters from Chutney (som Rainbow Butt Monkeys)
- 1997 Tip
- 2000 The Greyest of Blue Skies
- 2003 Finger Eleven
- 2007 Them vs. You vs. Me
- 2010 Life Turns Electric